# Kindred (filme)
Kindred (bra: Os Parentes) é um filme britânico suspense e terror de 2020 escrito e dirigido por Joe Marcantonio e estrelado por Tamara Lawrance, Jack Lowden e Fiona Shaw.

## Sinopse
Depois de saber que seu namorado Ben morreu repentinamente em um acidente, a futura mamãe Charlotte desmaia. Ela acorda em antiga mansão dos pais de Ben. Margaret, mãe de Ben, e seu meio-irmão, Thomas, estão determinados a cuidar dela até o nascimento do bebê. Sofrendo de alucinações causadas pela gravidez e sabendo que o namorado não voltará, Charlotte aceita ajuda. Mas à medida que o tempo passa e as suas alucinações se tornam mais intensas, Charlotte começa a suspeitar que as intenções da família não são tão boas quanto parecem.

## Elenco
- Tamara Lawrance como Charlotte Wilde
- Fiona Shaw como Margaret
- Jack Lowden como Thomas
- Edward Holcroft como Ben
- Chloe Pirrie como Jane
- Anton Lesser como Dr. Richards
- Natalia Kostrzewa como Betty
- Kiran Sonia Sawar como Linsey
- Nyree Yergainharsian como Dr. Rios
- Michael Nardone como George
- Toyah Frantzen como médico A&B
- Jason Otesanya como o bebê Benjamin
- Elliot Conroy como o bebê na sala de espera
- Terry Byrne como Padre
- Adrian Cosby como convidado do funeral

## Lançamento
O filme foi lançado em algumas salas de cinemas e em vídeo sob demanda e plataformas digitais nos Estados Unidos em 6 de novembro de 2020.

## Recepção
No Rotten Tomatoes, o filme detém um índice de 69% de aprovação com base em 80 avaliações, com uma nota média de 6,2/10. O consenso dos críticos do site diz: "A abordagem naturalista de Kindred pode frustrar os espectadores que buscam sustos, mas esta história de terror motivada pela psicologia lança seu próprio feitiço sombrio".
Kate Erbland da IndieWire deu ao filme uma nota B. Owen Gleiberman, da Variety, deu uma crítica positiva ao filme e escreveu que "Kindred é uma demonstração de como um filme de terror naturalista pode ser derivado, da maneira mais flagrante e descarada, e ainda assim funcionar". David Rooney, do The Hollywood Reporter, também deu uma crítica positiva ao filme e escreveu: "Marcantonio demonstra confiança e maturidade nas suas escolhas. Não há sustos ou choques baratos, apenas uma sensação de enjôo que penetra na pele e permanece lá em um filme notável por seu humor sustentado".